# 시미즈 후미카 (배우)
시미즈 후미카(Fumika Shimizu, 1994년 12월 2일 ~ )는 일본의 배우, 패션 모델, 모델이다.
도쿄도에서 태어났다.

## 방송
- 웃는 마네키네코
- 가정부 남자 미타조노
- 모방범
- 세상에서 가장 어려운 사랑
- 옆자리 세키군

## 영화
- 그러면 청춘, 그러나 청춘 (2018년)
- 도쿄 구울 (2017년) - 키리시마 토우카 역
- 암흑여자 (2017년) - 스미카와 사유리 역
- 웃는 마네키네코 (2017년) - 타카기 히토미 역
- 용의 치과의사 (2017년) - 키시이 노노코 목소리 역
- 전원, 짝사랑 (2016년)
- 세상에서 가장 어려운 사랑 (2016년)
- 변태 가면2: 잉여들의 역습 (2016년) - 아이코 역
- 옆자리 세키군 (2015년)
- 즈타보로 (2015년) - 키요미 역
- 마레 (2015년)
- 사랑의 합숙 면허! (2014년)
- 리얼 술래잡기 THE ORIGIN (2013년)
- 세키 세키 렌 렌 (2013년) - 미도리 역
- 변태 가면 (2013년) - 아이코 역
- 극장판 가면라이더 포제 - 다함께 우주 떴다! (2012년) - 조지마 유키 역
- 뜨거워! 고양이 계곡!! (2010년)